# Parthenicus atriplicis
Parthenicus atriplicis är en insektsart som beskrevs av Knight 1968. Parthenicus atriplicis ingår i släktet Parthenicus och familjen ängsskinnbaggar. Inga underarter finns listade i Catalogue of Life.